# USS John S. McCain (DDG-56)
El USS John S. McCain (DDG-56) es un destructor de la clase Arleigh Burke de la US Navy.

## Nombre
Su nombre USS John S. McCain honra a los almirantes John S. McCain, Sr. (1884-1945) y John S. McCain, Jr. (1911-1981).

## Construcción
Fue autorizada su construcción el 13 de diciembre de 1988. Fue construido por el Bath Iron Works (de Bath, Maine), colocándose su quilla en 1991. Fue botado su casco en 1992; y asignado en 1994 (el 2 de julio).

## Historial de servicio

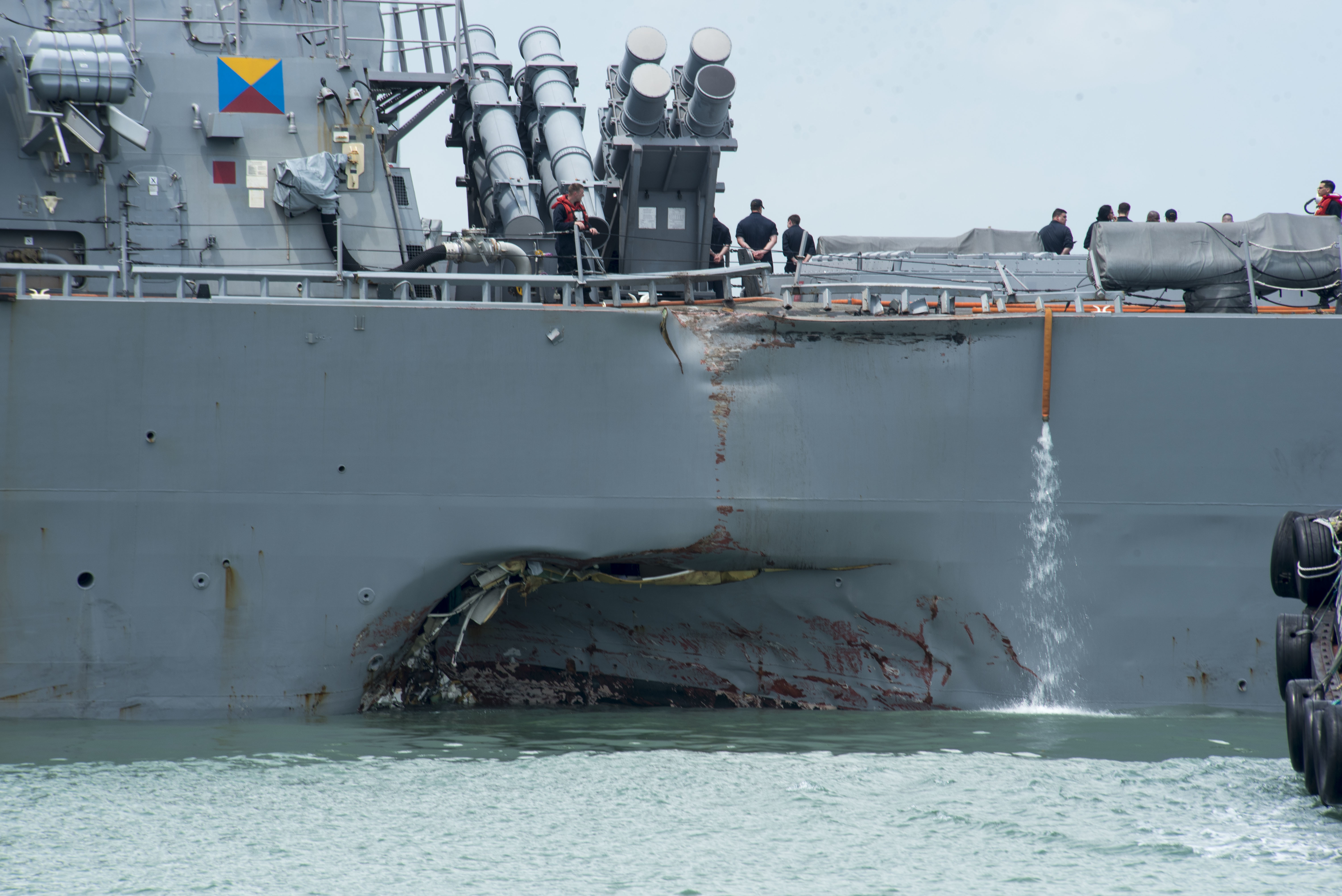
Vista de los desperfectos en el USS John S. McCain (DDG-56) tras colisionar accidentalmente contra el petrolero Alnic MC en 2017. 10 marineros estadounidenses murieron.

El USS John S. McCain fue asignado en 1994 y estuvo asignado en la base naval de Yokosuka (Japón). En 2021 cambió su puerto a la base naval de Everett (Washington).
El 21 de agosto de 2017 el destructor sufrió un accidente fatal cuando colisionó con el buque tanque de bandera liberiana Alnic MC en la costa de Singapur. Diez tripulantes murieron y cuarenta y ocho resultaron heridos.